# Liste von Söhnen und Töchtern der Stadt Reykjavík
Die folgende Liste enthält in der Stadt Reykjavík geborene Persönlichkeiten, chronologisch aufgelistet nach dem Geburtsjahr. Die Liste erhebt keinen Anspruch auf Vollständigkeit.

## Bis 1900
- Helgi Guðmundsson Thordersen (1794–1867), evangelischer Theologe
- Stefanía Guðmundsdóttir (1876–1926), Schauspielerin
- Hannes Finsen (1828–1892), Jurist und hoher Beamter im Dienste Dänemarks, Gouverneur auf den Färöern
- Jón Halldórsson (1889–1984), isländischer Leichtathlet
- Tryggvi Þórhallsson (1889–1935), Politiker und Premierminister
- Jóhannes Gunnarsson (1897–1972), römisch-katholischer Bischof und Apostolischer Vikar
- Karl Ottó Runólfsson (1900–1970), Komponist

## 20. Jahrhundert

### 1901 bis 1940

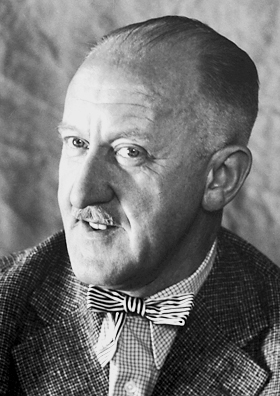
Halldór Laxness
(1902–1998)

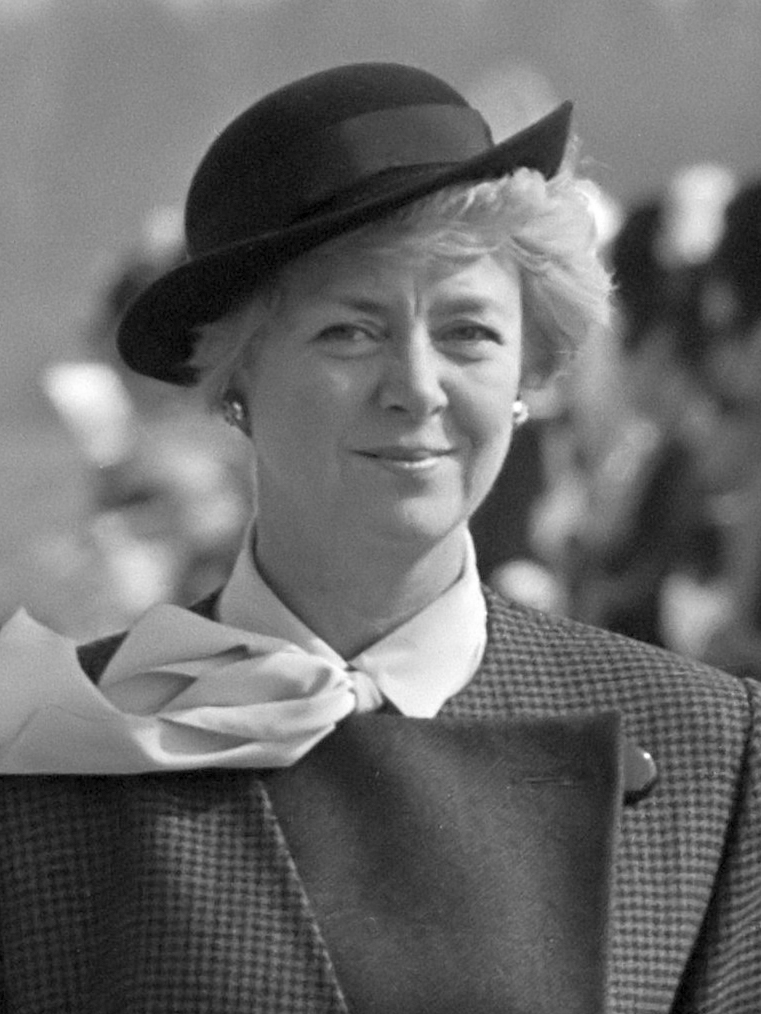
Vigdís Finnbogadóttir
(* 1930)

- Halldór Laxness (1902–1998), Schriftsteller und Literaturnobelpreisträger
- Bjarni Benediktsson (1908–1970), Premierminister
- Þórður Guðmundsson (1908–1988), Wasserballspieler
- Gunnar Thoroddsen (1910–1983), Politiker
- Þorsteinn Hjálmarsson (1911–1984), Wasserballspieler
- Úlfar Þórðarson (1911–2002), Wasserballspieler
- Magnús Pálsson (1912–1990), Wasserballspieler
- Louisa Matthíasdóttir (1917–2000), isländisch-amerikanische Malerin
- Stefán Jónsson (1918–2011), Wasserballspieler
- Drífa Viðar (1920–1971), Schriftstellerin
- Sigurður Jónsson (1922–2019), Schwimmer
- Jóel Sigurðsson (1924–2003), Leichtathlet
- Friðrik Guðmundsson (1925–2002), Leichtathlet
- Jón Nordal (1926–2024), Komponist und Pianist
- Salome Þorkelsdóttir (* 1927), Politikerin
- Trausti Eyjólfsson (1927–2010), Leichtathlet
- Haukur Clausen (1928–2003), Leichtathlet
- Örn Clausen (1928–2008), Leichtathlet
- Reynir Sigurðsson (1928–2017), Leichtathlet
- Atli Steinarsson (1929–2017), Schwimmer
- Kristján Jóhannsson (1929–2013), Leichtathlet
- Magnus Magnusson (1929–2007), isländisch-britischer Fernsehmoderator, Journalist, Schriftsteller und Historiker
- Hilmar Þorbjörnsson (1930–1999), Leichtathlet
- Ingi Þorsteinsson (1930–2006), Leichtathlet
- Ragnhildur Helgadóttir (1930–2016), Politikerin und erste Präsidentin des Unterhauses des Althing
- Þór Heimir Vilhjálmsson (1930–2015), Rechtswissenschaftler
- Vigdís Finnbogadóttir (* 1930), Politikerin und von 1980 bis 1996 Präsidentin von Island
- Chris Albertson (1931–2019), US-amerikanischer Musikjournalist, Autor und Musikproduzent isländischer Herkunft
- Jón Gunnar Árnason (1931–1989), Bildhauer
- Jakobína Jakobsdóttir (* 1932), Skirennläuferin
- Kolbrún Ólafsdóttir (1933–1960), Schwimmerin
- Þórdís Árnadóttir (1933–2013), Schwimmerin
- Franz Gíslason (1935–2006), Übersetzer
- Friðrik Ólafsson (1935–2025), Schachgroßmeister
- Álfrún Gunnlaugsdóttir (1938–2021), Schriftstellerin
- Atli Heimir Sveinsson (1938–2019), Dirigent, Komponist und Präsident der Vereinigung isländischer Komponisten
- Þorkell Sigurbjörnsson (1938–2013), Komponist
- Árni Egilsson (* 1939), Bassist und Komponist
- Helga Kress (* 1939), Philologin, Autorin und Hochschullehrerin
- Kjartan Jóhannsson (1939–2020), Politiker (Alþýðuflokkurinn), Diplomat, Botschafter Islands in Ägypten, Äthiopien, Tansania und Kenia sowie Generalsekretär der EFTA
- Steina Vasulka (* 1940), Künstlerin

### 1941 bis 1950

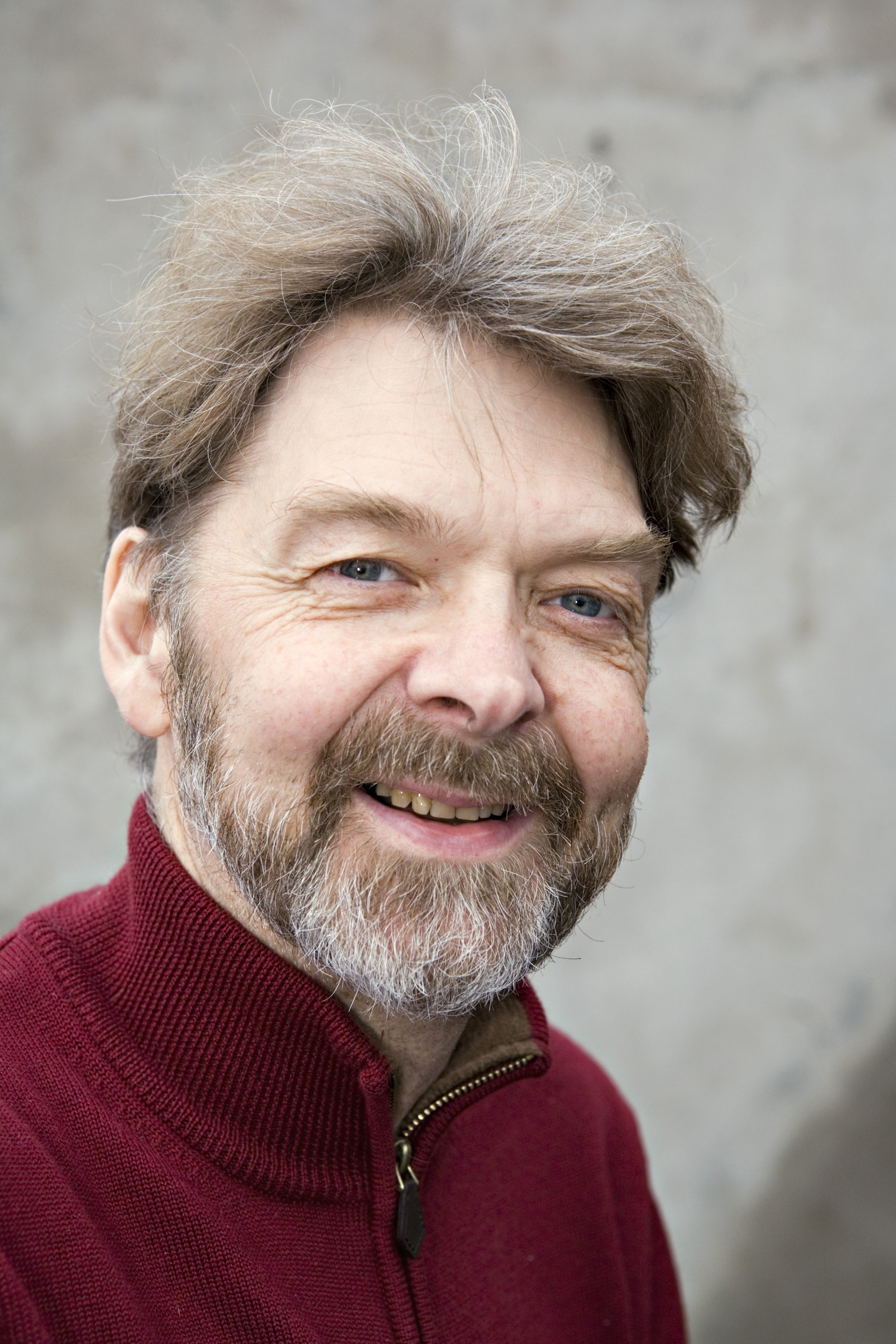
Ágúst Guðmundsson
(* 1947)

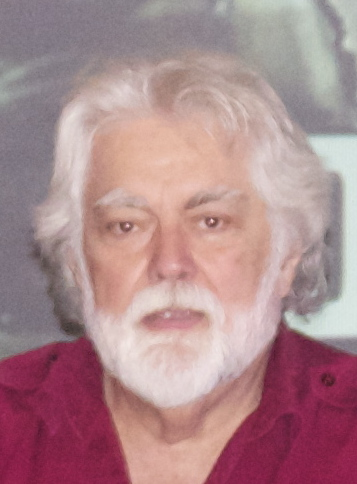
Gunnar Hansen
(1947–2015)

- Björgólfur Guðmundsson (1941–2025), Unternehmer
- Ingibjörg Haraldsdóttir (1942–2016), Schriftstellerin
- Jóhanna Sigurðardóttir (* 1942), Politikerin
- Ólafur Davíðsson (* 1942), Diplomat
- Markús Örn Antonsson (* 1943), Politiker
- Björn Bjarnason (* 1944), Politiker und Journalist
- Gunnar Kvaran (* 1944), Cellist und Kammermusiker
- Pétur Haraldsson Blöndal (1944–2015), Politiker
- Sigrún Magnúsdóttir (* 1944), Politikerin und Umweltministerin
- Bjarni Tryggvason (1945–2022), kanadischer Astronaut
- Einar Hákonarson (* 1945), Maler
- Jakob Yngvason (* 1945), Physiker
- Ágúst Guðmundsson (* 1947), Filmregisseur, Produzent und Drehbuchautor
- Guðmundur Sigurjónsson (* 1947), Schachspieler
- Gunnar Hansen (1947–2015), Schauspieler
- Karl Sigurbjörnsson (1947–2024), evangelisch-lutherischer Bischof
- Ólafur Haukur Símonarson (* 1947), Autor
- Pétur Gunnarsson (* 1947), Schriftsteller und Übersetzer
- Ari Trausti Guðmundsson (* 1948), Philosoph, Geologe und Schriftsteller
- Davíð Oddsson (* 1948), Politiker und von 1991 bis 2004 der 14. isländische Ministerpräsident
- Elmar Geirsson (* 1948), Fußballspieler
- Hrafn Gunnlaugsson (* 1948), Filmregisseur
- Ögmundur Jónasson (* 1948), Politiker und Gesundheitsminister
- Ólafur Gunnarsson (* 1948), Autor
- Þuríður Backman (* 1948), Politikerin
- Ásta R. Jóhannesdóttir (* 1949), Politikerin
- Tómas Andrés Tómasson (* 1949), Unternehmer und Politiker
- Steinunn Sigurðardóttir (* 1950), Autorin
- Þórarinn Eldjárn (* 1949), Schriftsteller

### 1951 bis 1960
- Álfheiður Ingadóttir (* 1951), Politikerin
- Geir Haarde (* 1951), Politiker

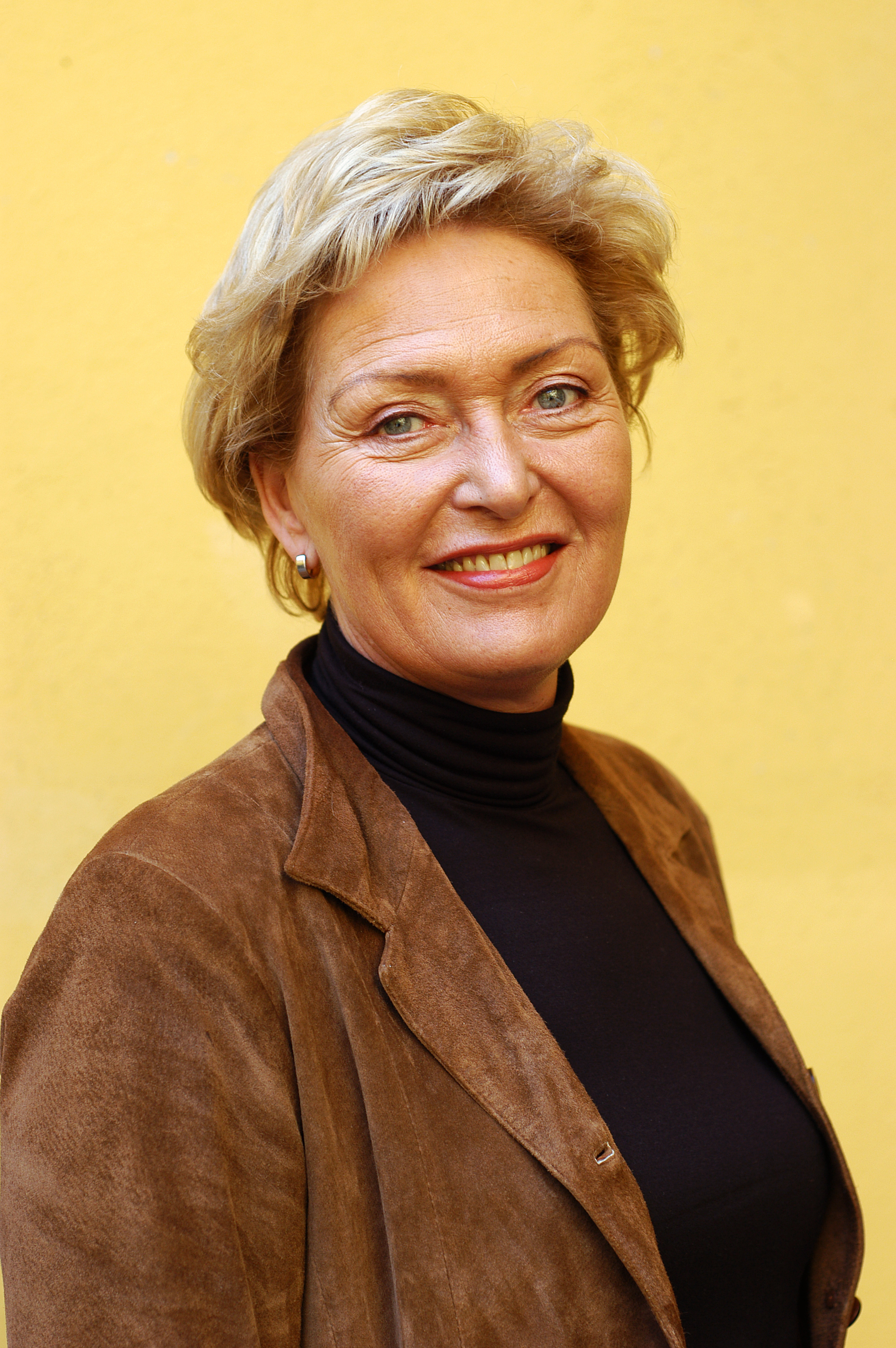
Jónína Bjartmarz
(* 1952)

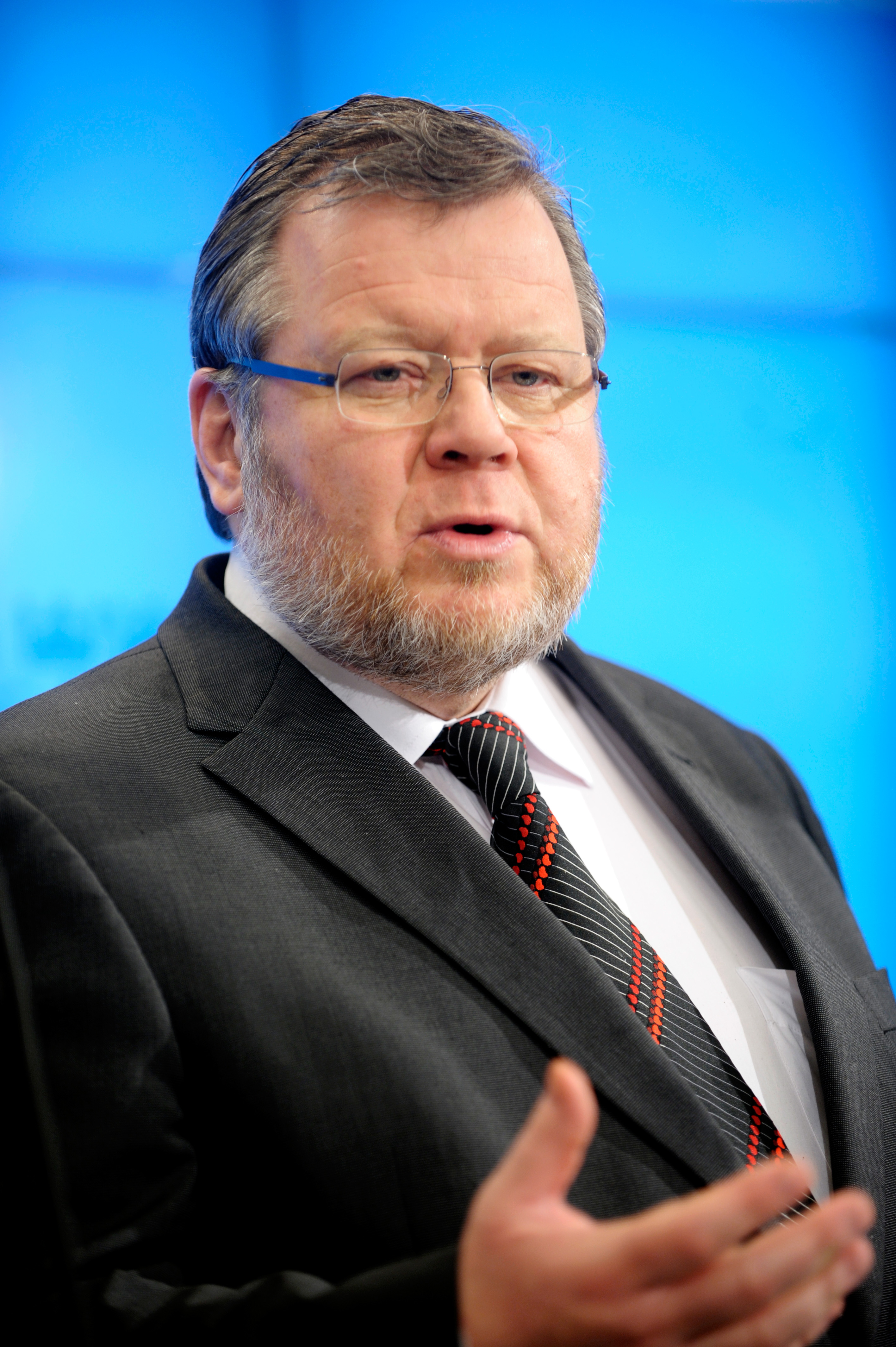
Össur Skarphéðinsson
(* 1953)

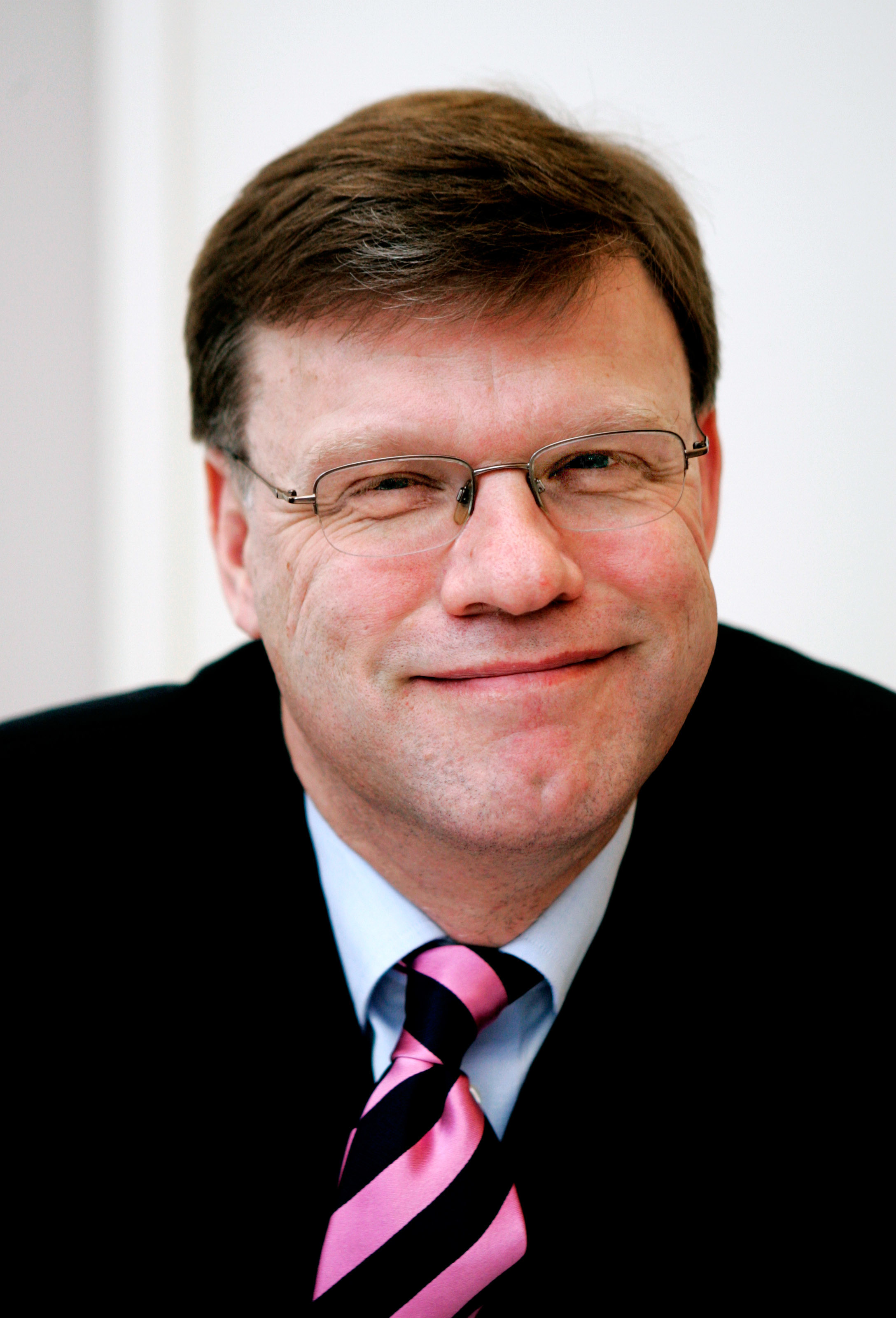
Árni M. Mathiesen
(* 1958)

- Sturla Gunnarsson (* 1951), kanadischer Filmregisseur und -produzent
- Jónína Bjartmarz (* 1952), Rechtsanwältin und Politikerin
- Sigrún Einarsdóttir (* 1952), Glaskünstlerin
- Össur Skarphéðinsson (* 1953), Politiker
- Vigdís Grímsdóttir (* 1953), Schriftstellerin
- Einar Már Guðmundsson (* 1954), Schriftsteller
- Friðrik Þór Friðriksson (* 1954), Regisseur
- Ingibjörg Sólrún Gísladóttir (* 1954), Politikerin
- Jónína Leósdóttir (* 1954), Autorin
- Viggó Sigurðsson (* 1954), Handballtrainer und -spieler
- Kolbrún Halldórsdóttir (* 1955), Politikerin
- Einar Kárason (* 1955), Schriftsteller
- Halldór Guðmundsson (* 1956), Schriftsteller
- Jón Gunnarsson (* 1956), Politiker
- Guðmundur Hálfdanarson (* 1956), Historiker und Hochschullehrer
- Bubbi Morthens (* 1956), Sänger und Liedermacher
- Helgi Ólafsson (* 1956), Schachspieler
- Herdís Sveinsdóttir (* 1956), Pflegewissenschaftlerin und Professorin für chirurgische Pflege
- Atli Eðvaldsson (1957–2019), Fußballspieler und -trainer
- Guðmundur Andri Thorsson (* 1957), Journalist, Schriftsteller, Übersetzer, Politiker (Allianz)
- Hilmar Oddsson (* 1957), Regisseur, Drehbuchautor, Filmproduzent und Musiker
- Oddný G. Harðardóttir (* 1957), Politikerin
- Árni M. Mathiesen (* 1958), Politiker
- Auður Ava Ólafsdóttir (* 1958), Schriftstellerin und Bestsellerautorin
- Hilmar Örn Hilmarsson (* 1958), Komponist von Filmmusik
- Linda Vilhjálmsdóttir (* 1958), Schriftstellerin
- Páll Guðlaugsson (* 1958), Fußballspieler und -trainer
- Ásdís Thoroddsen (* 1959), Regisseurin, Medienproduzentin und Schriftstellerin
- Eiríkur Hauksson (* 1959), Sänger
- Hallgrímur Helgason (* 1959), Autor
- Rósa Áslaug Valdimarsdóttir (* 1959), Fußballspielerin
- Steinunn Sæmundsdóttir (* 1960), Skirennläuferin
- Elín Hirst (* 1960), Politikerin, Journalistin, Nachrichtensprecherin und Dokumentarfilmproduzentin
- Guðmundur Guðmundsson (* 1960), Handballtrainer
- Margeir Pétursson (* 1960), Schachspieler
- Margrét Rún (* 1960), Regisseurin, Drehbuchautorin, Filmeditorin und Produzentin
- Sigurður Einarsson (* 1960), Wirtschaftswissenschaftler und Unternehmer

### 1961 bis 1970

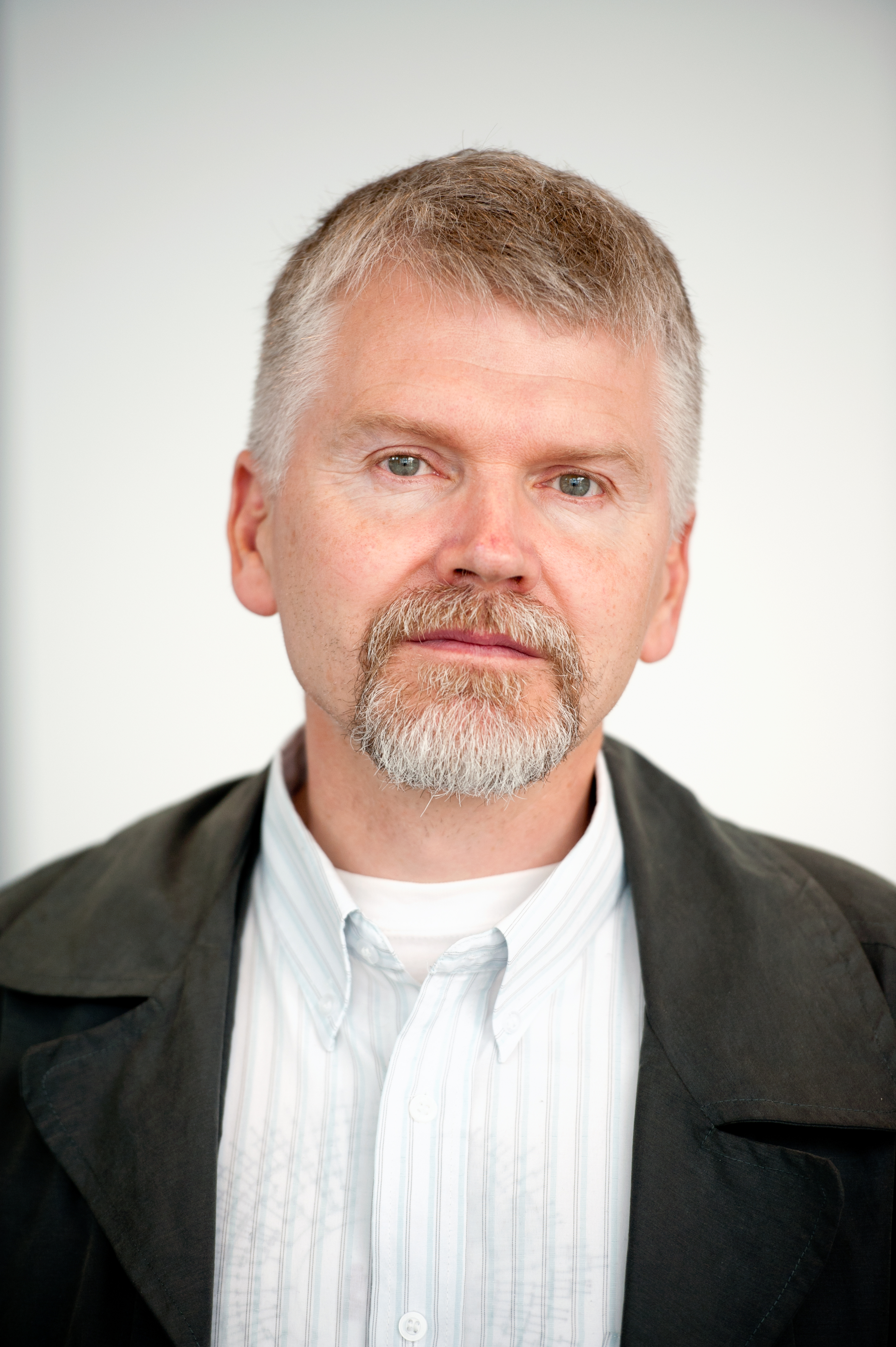
Gyrðir Elíasson
(* 1961)

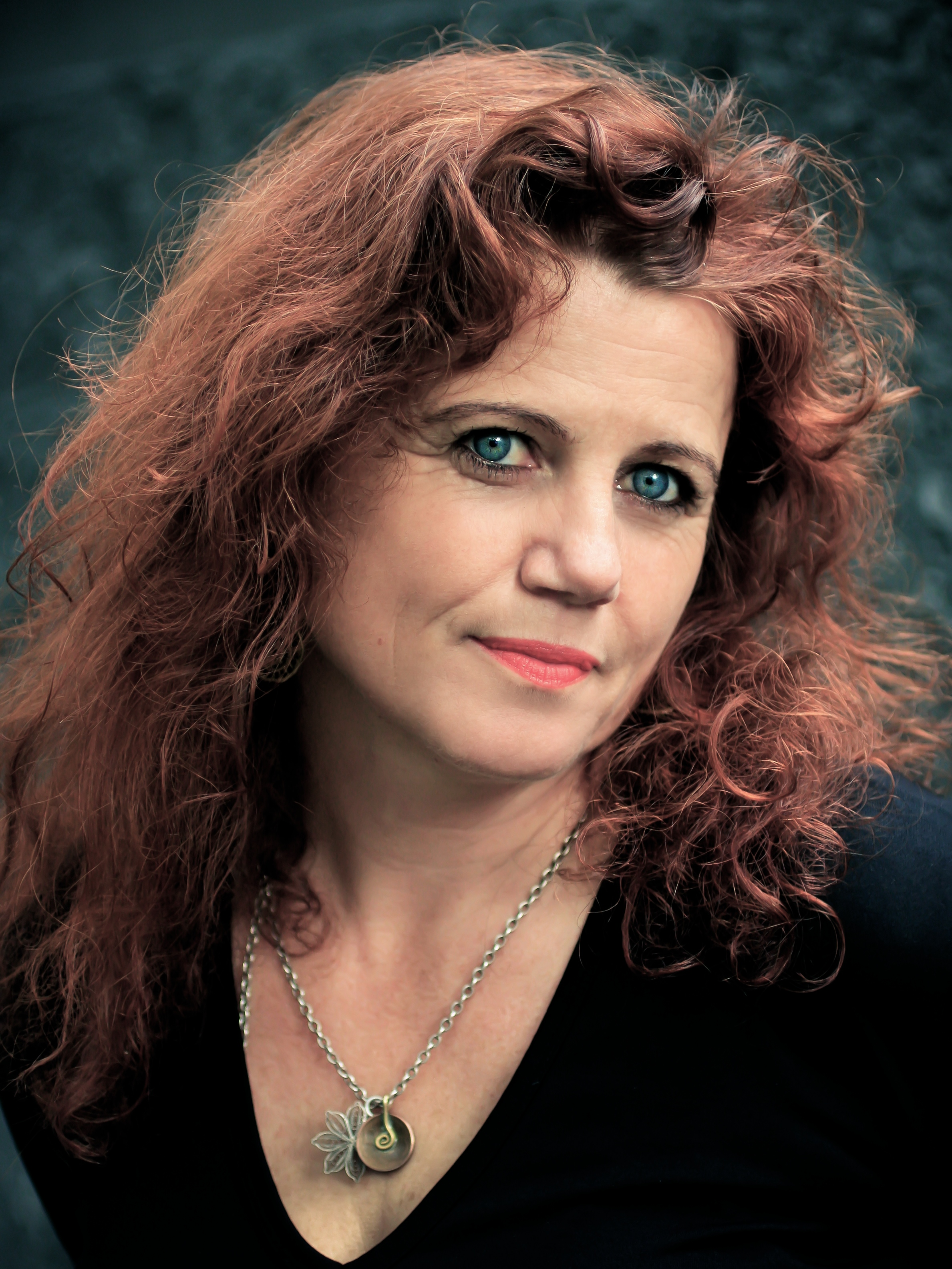
Kristín Helga Gunnarsdóttir
(* 1963)

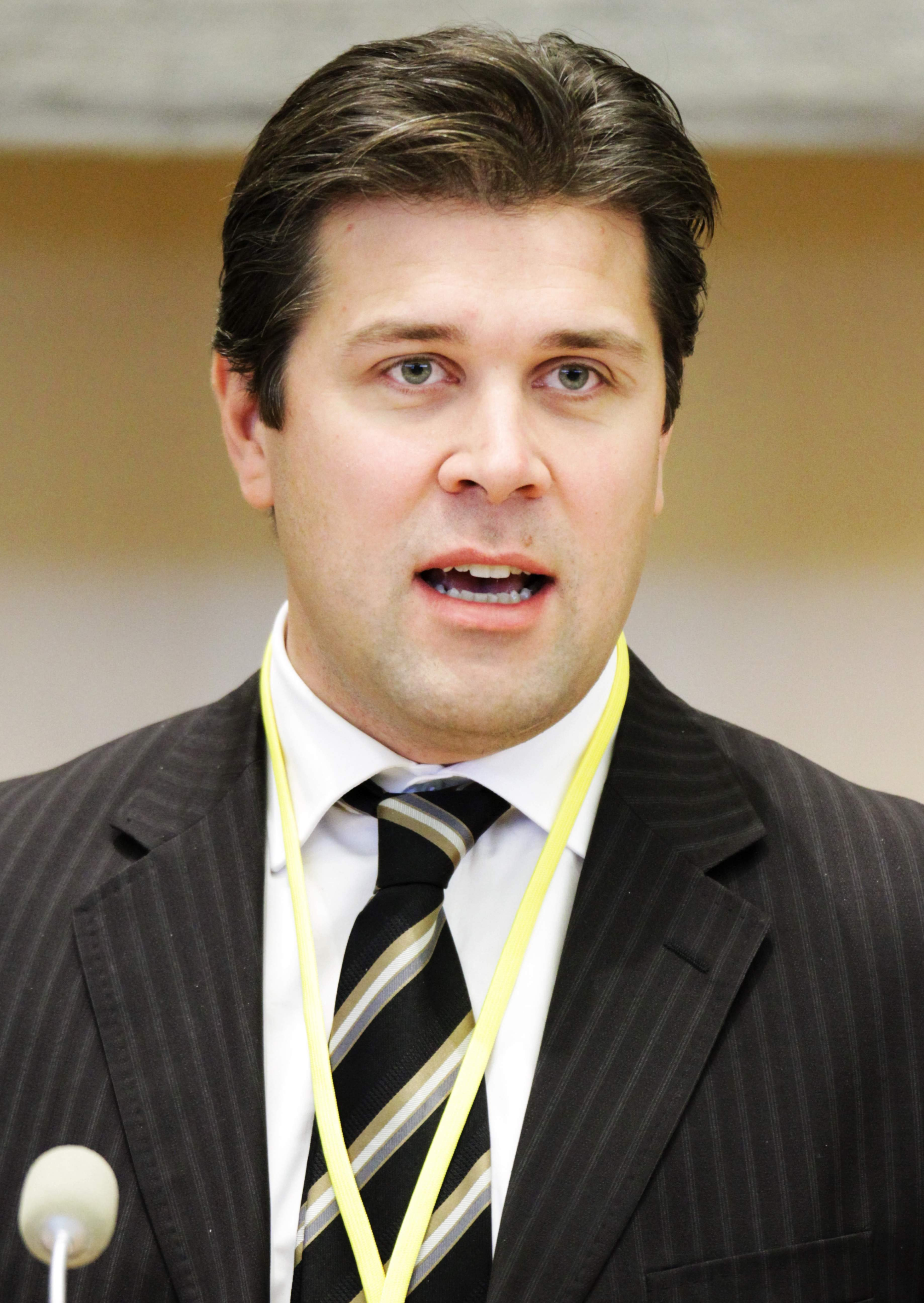
Bjarni Benediktsson
(* 1970)

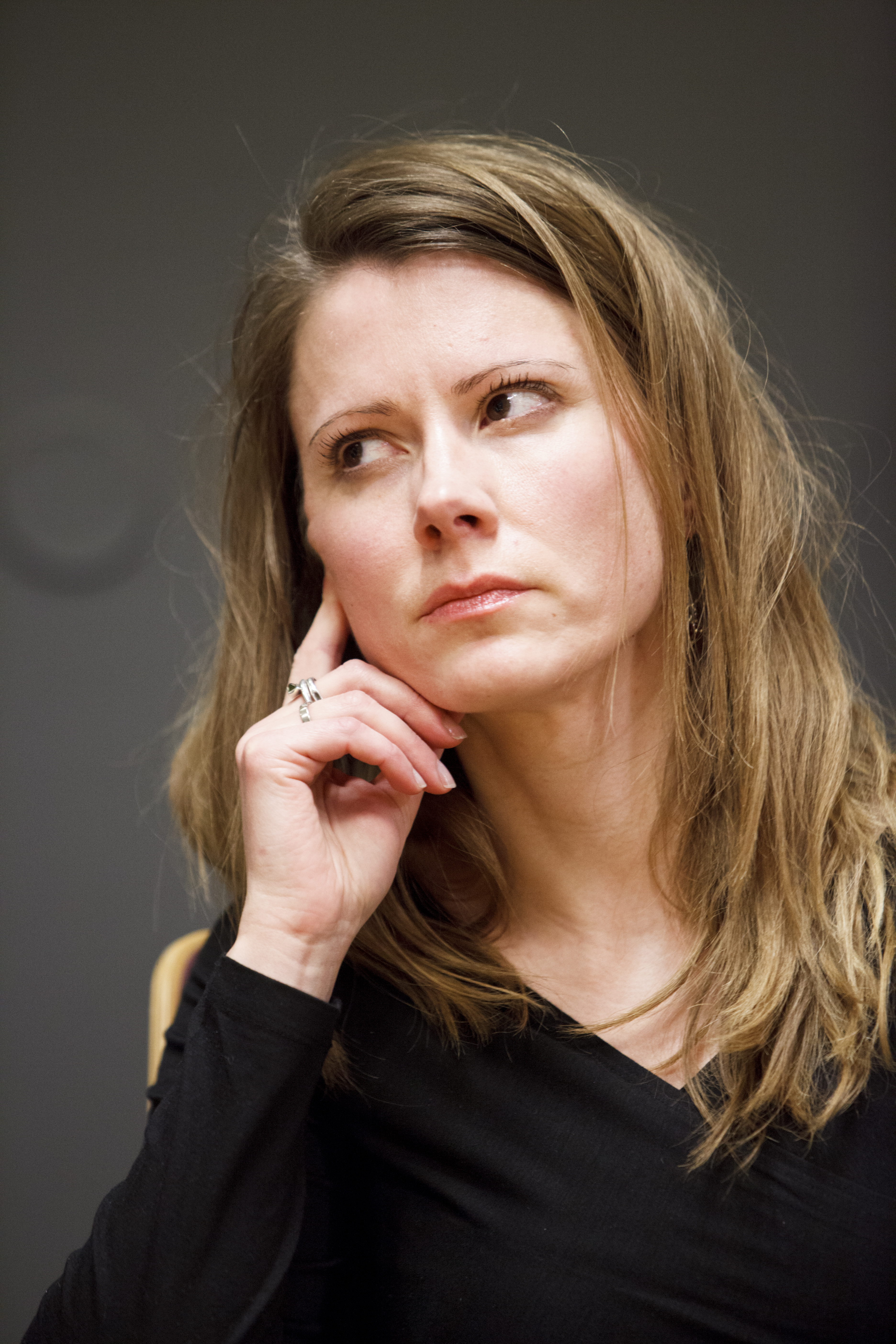
Gerður Kristný
(* 1970)

- Arnaldur Indriðason (* 1961), Autor von Kriminalromanen
- Gyrðir Elíasson (* 1961), Schriftsteller
- Arnór Guðjohnsen (* 1961), Fußballspieler
- Lárus Guðmundsson (* 1961), Fußballspieler
- Magnús Tumi Guðmundsson (* 1961), Geophysiker und Professor
- Lilja Mósesdóttir (* 1961), Politikerin
- Birgit Guðjónsdóttir (* 1962), bildgestaltende Kamerafrau
- Bragi Ólafsson (* 1962), Musiker, Dichter und Autor
- Ólafur Jóhann Ólafsson (* 1962), Schriftsteller
- Kristín Ómarsdóttir (* 1962), Autorin
- Ásbjörn Óttarsson (* 1962), Politiker
- Sigga (* 1962), Pop- und Rocksängerin
- Sjón (* 1962), Autor und Künstler
- Kristín Helga Gunnarsdóttir (* 1963), Schriftstellerin
- Logi Gunnarsson (* 1963), Philosoph und Professor
- Jóhann Hjartarson (* 1963), Schachgroßmeister
- Sigrún Ólafsdóttir (* 1963), Künstlerin
- Yrsa Sigurðardóttir (* 1963), Schriftstellerin
- Ingvar Eggert Sigurðsson (* 1963), Schauspieler
- Jón Kalman Stefánsson (* 1963), Schriftsteller
- Halla Margrét Árnadóttir (* 1964), Sängerin
- Þórunn Egilsdóttir (1964–2021), Politikerin
- Magnús Scheving (* 1964), Schauspieler, Sportler, Fernsehproduzent und Unternehmer
- Svandís Svavarsdóttir (* 1964), Politikerin
- Líneik Anna Sævarsdóttir (* 1964), Politikerin
- Örnólfur Valdimarsson (* 1964), Skirennläufer
- Guðni Bergsson (* 1965), Fußballspieler und Funktionär
- Bjarni Bjarnason (* 1965), Autor
- Björk (* 1965), Sängerin
- Bjarkey Gunnarsdóttir (* 1965), Politikerin
- Þorgerður Katrín Gunnarsdóttir (* 1965), Politikerin
- Steinunn Valdís Óskarsdóttir (* 1965), Politikerin
- Elísabet Ronaldsdóttir (* 1965), Filmeditorin
- María Sólrún Sigurðardóttir (* 1965), Regisseurin
- Þórunn Sveinbjarnardóttir (* 1965), Politikerin
- Ragna Árnadóttir (* 1966), Politikerin
- Árni Páll Árnason (* 1966), Politiker
- Hilmar Jensson (* 1966), Jazzgitarrist
- Baltasar Kormákur (* 1966), Schauspieler und Regisseur
- Ólöf Nordal (1966–2017), Politikerin
- Skúli Sverrisson (* 1966), Jazzbassist
- Ásthildur Lóa Þórsdóttir (* 1966), Politikerin
- Björgólfur Thor Björgólfsson (* 1967), Unternehmer und Milliardär
- Jón Gnarr (* 1967), Komiker, Musiker, Schriftsteller und Politiker
- Helgi Hjörvar (* 1967), Politiker
- Birgitta Jónsdóttir (* 1967), Politikerin
- Guðlaugur Þór Þórðarson (* 1967), Politiker
- Jon Stephenson von Tetzchner (* 1967), Telekommunikations-Forscher
- Halldóra Geirharðsdóttir (* 1968), Musikerin und Schauspielerin
- Sigríður Ingibjörg Ingadóttir (* 1968), Politikerin
- Guðni Th. Jóhannesson (* 1968), Historiker und Staatspräsident Islands seit 2016
- Hermann Stefánsson (* 1968), Schriftsteller und Musiker
- Halla Tómasdóttir (* 1968), Geschäftsfrau
- Hilmir Snær Guðnason (* 1969), Schauspieler
- Guðrún Karls Helgudóttir (* 1969), protestantische Geistliche
- Jóhann Jóhannsson (1969–2018), Komponist, Keyboarder und Filmemacher
- Rúnar Kristinsson (* 1969), Fußballspieler
- Brynhildur Pétursdóttir (* 1969), Politikerin
- Steinunn Ólína Þorsteinsdóttir (* 1969), Schauspielerin
- Bjarni Benediktsson (* 1970), Politiker
- Páll Óskar Hjálmtýsson (* 1970), Popsänger, DJ und Songwriter
- Gerður Kristný (* 1970), Kinder- und Jugendbuchautorin
- Anna Mjöll (* 1970), Jazzsängerin und Komponistin
- Oddný Mjöll Arnardóttir (* 1970), Juristin

### 1971 bis 1980

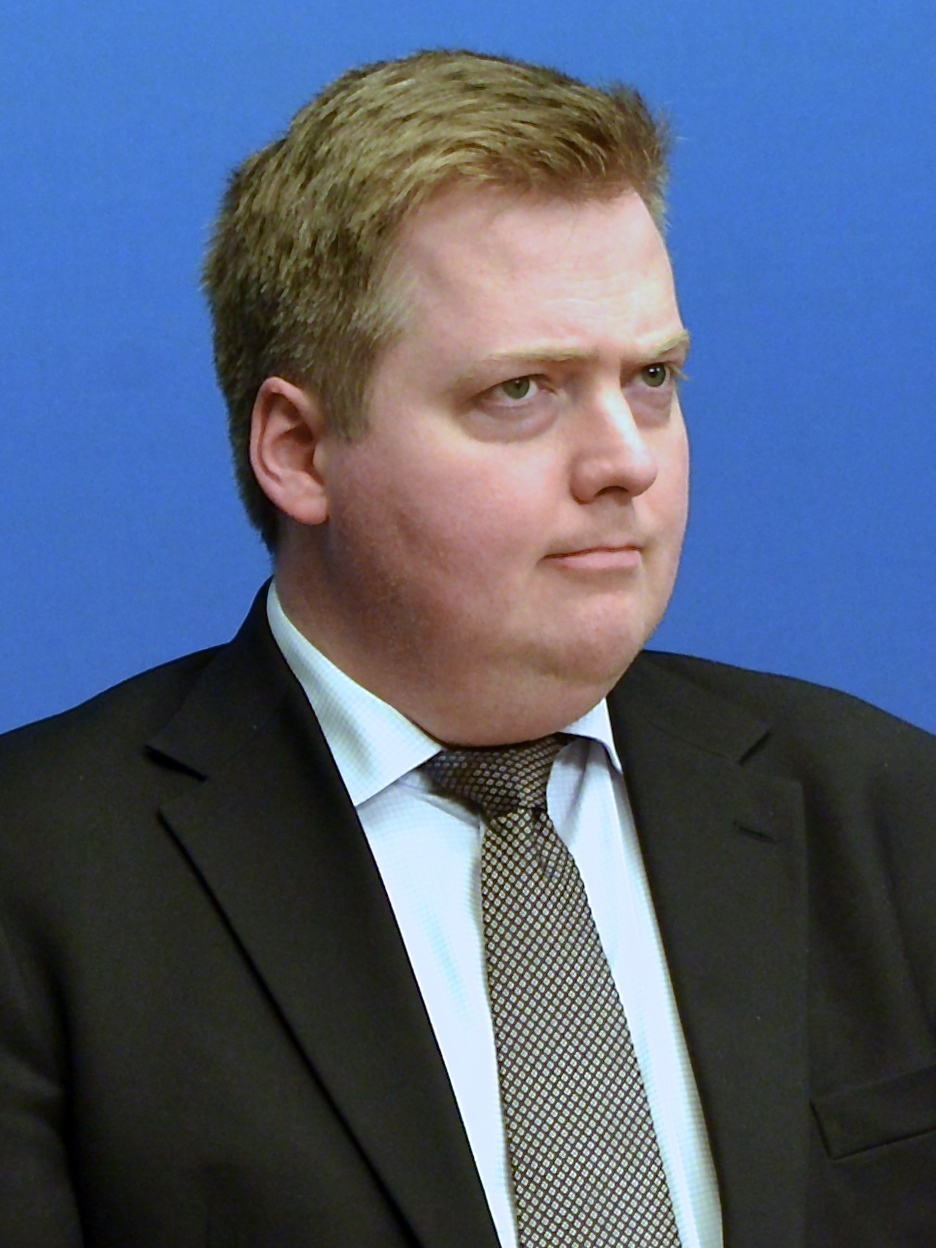
Sigmundur Davíð Gunnlaugsson
(* 1975)

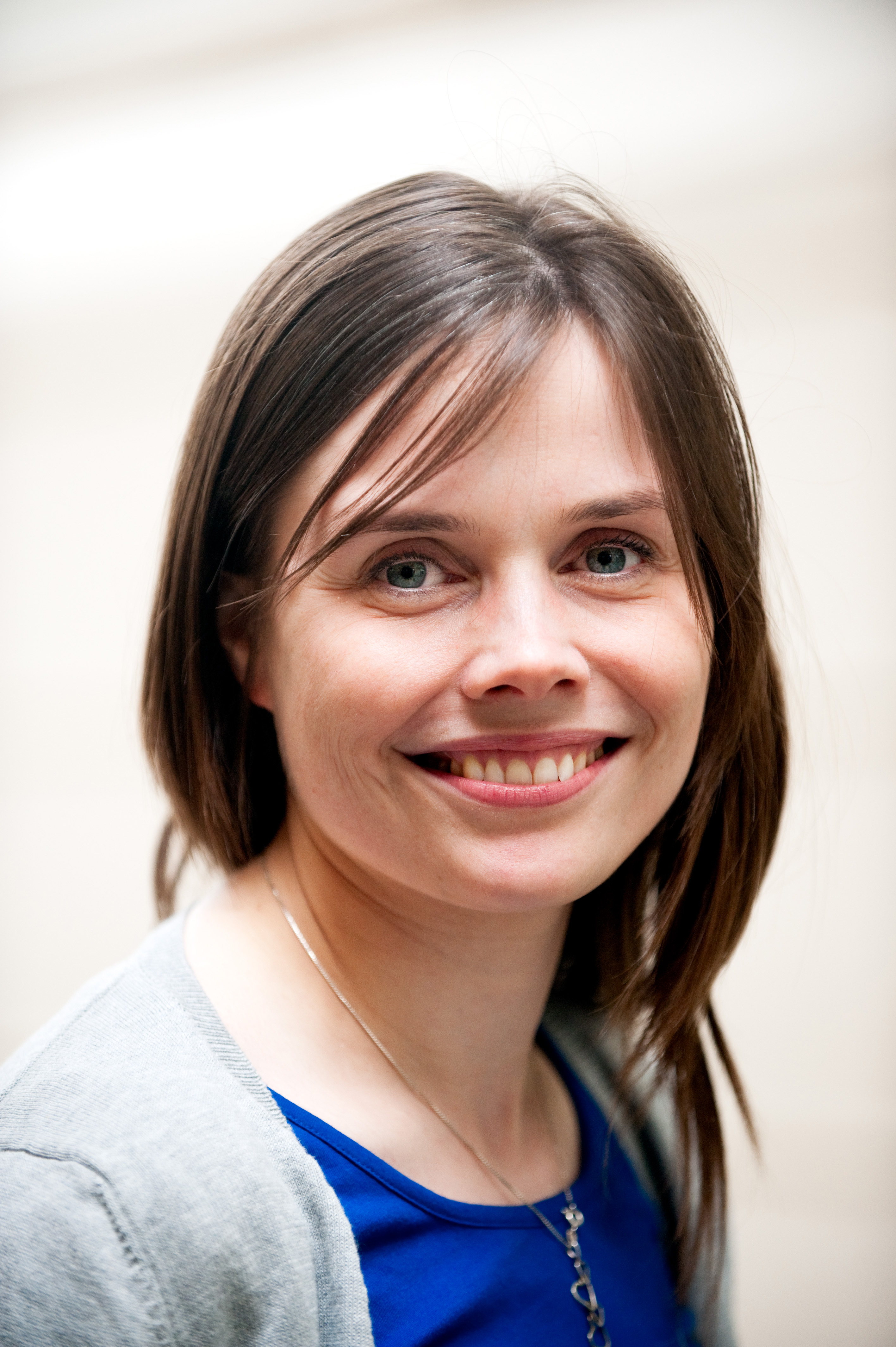
Katrín Jakobsdóttir
(* 1976)

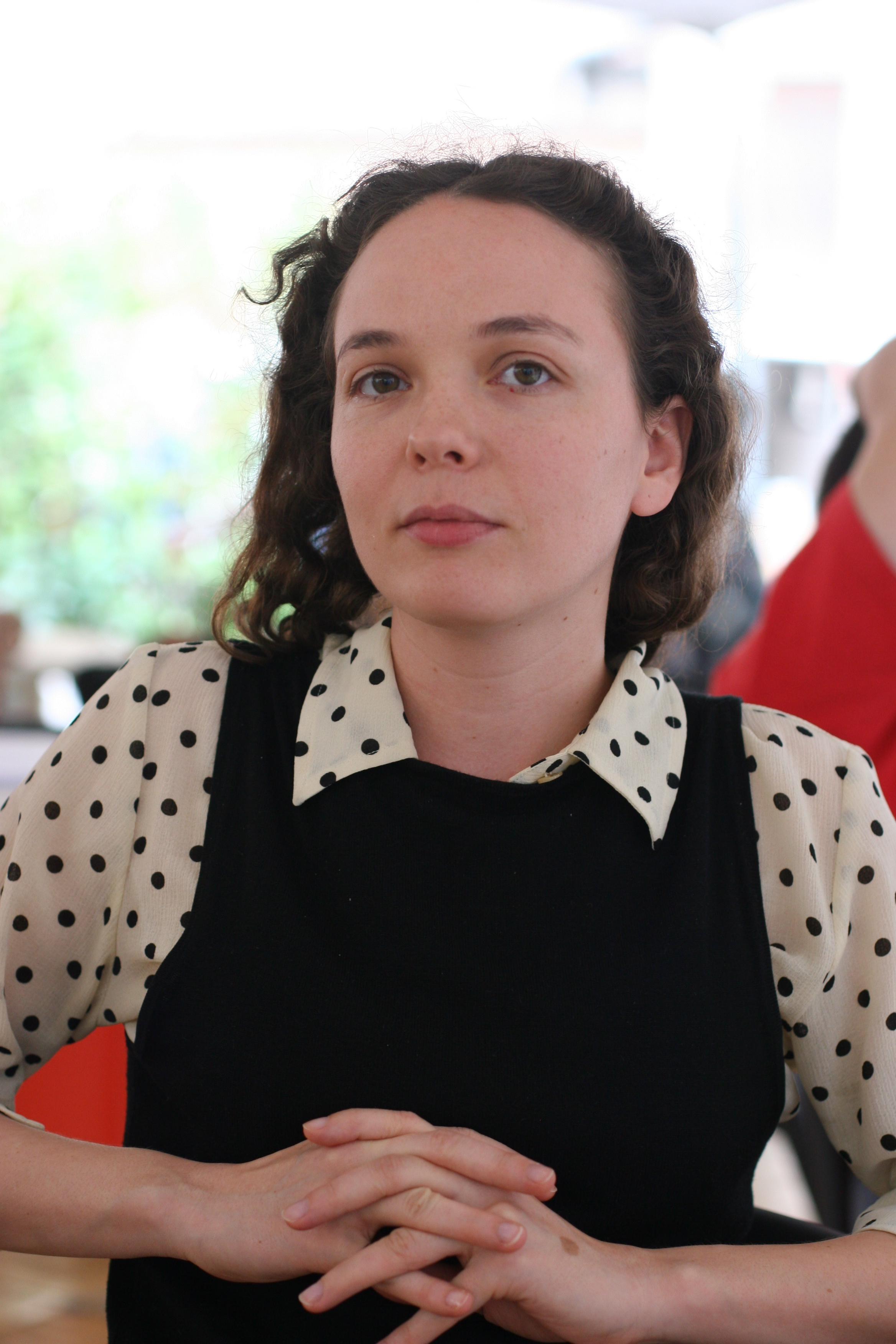
Guðrún Eva Mínervudóttir
(* 1976)

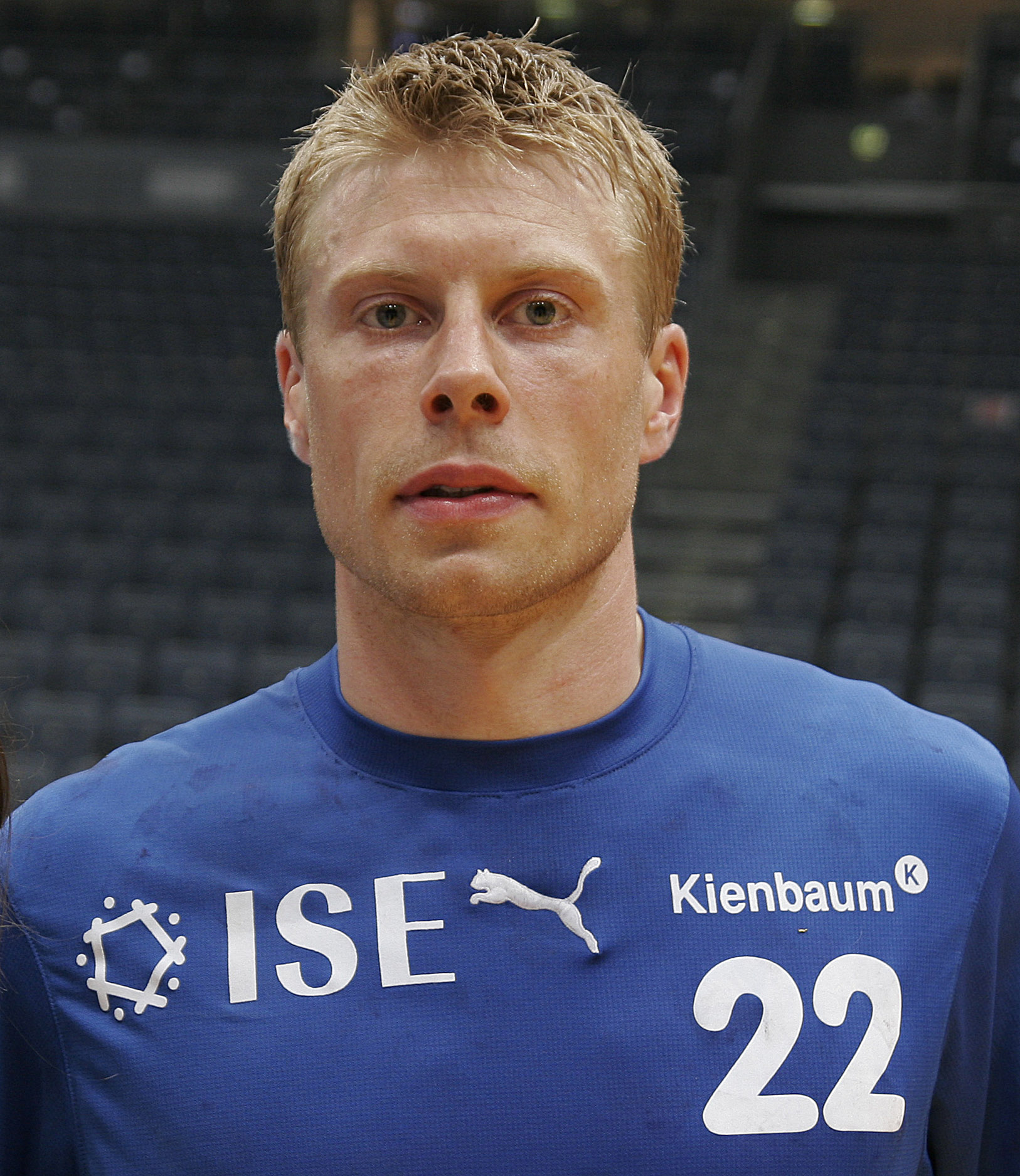
Guðjón Valur Sigurðsson
(* 1979)

- Auðunn Atlason (* 1971), Botschafter Islands in Deutschland
- Gabríela Friðriksdóttir (* 1971), Künstlerin und Bildhauerin
- Haukur Arnórsson (* 1971), isländischer Skirennläufer
- Helgi Kolviðsson (* 1971), Fußballspieler und -trainer
- Inga Dóra G. Markussen (* 1971), isländisch-grönländische Politikerin und Journalistin
- Jón Bjarni Atlason (* 1971), Germanist
- Ragnar Bragason (* 1971), Regisseur und Drehbuchautor
- Sigríður Á. Andersen (* 1971), Politikerin und Justizministerin
- Erna Ómarsdóttir (* 1972), Tänzerin und Choreografin
- Eygló Harðardóttir (* 1972), Politikerin
- Hera Björk (* 1972), Sängerin
- Ingibjörg Stefánsdóttir (* 1972), Sängerin und Schauspielerin
- Andri Snær Magnason (* 1973), Schriftsteller
- Auður Jónsdóttir (* 1973), Schriftstellerin
- Dagur Sigurðsson (* 1973), Handballspieler und -trainer
- Gísli Örn Garðarsson (* 1973), Schauspieler, Filmproduzent, Autor sowie Regisseur
- Ólafur Stefánsson (* 1973), Handballspieler
- Silja Dögg Gunnarsdóttir (* 1973), Politikerin
- Garðar Thór Cortes (* 1974), Tenor und Schauspieler
- Helgi Sigurðsson (* 1974), Fußballspieler
- Hermann Hreiðarsson (* 1974), Fußballspieler
- Katrín Júlíusdóttir (* 1974), Politikerin
- Kristján Helgason (* 1974), Snookerspieler
- Mikael Torfason (* 1974), Schriftsteller, Journalist und Filmregisseur
- Nína Dögg Filippusdóttir (* 1974), Schauspielerin
- Samúel Jón Samúelsson (* 1974), Jazz- und Funkmusiker
- Selma Björnsdóttir (* 1974), Sängerin
- Sigurjón Brink (1974–2011), Musiker und Schauspieler
- Unnur Brá Konráðsdóttir (* 1974), Politikerin
- Árni Gautur Arason (* 1975), Fußballspieler
- Brynjar Gunnarsson (* 1975), Fußballspieler
- Elsa Lára Arnardóttir (* 1975), Politikerin
- Ófeigur Sigurðsson (* 1975), Autor
- Sigfús Sigurðsson (* 1975), Handballspieler
- Sigmundur Davíð Gunnlaugsson (* 1975), Politiker
- Þóra Arnórsdóttir (* 1975), TV-Moderatorin
- Ásthildur Helgadóttir (* 1976), Fußballspielerin und vierfache Fußballerin des Jahres
- Elísabet Gunnarsdóttir (* 1976), Fußballtrainerin und -spielerin
- Björn Leví Gunnarsson (* 1976), Informatiker und Politiker
- Bryndís Haraldsdóttir (* 1976), Politikerin
- Guðrún Eva Mínervudóttir (* 1976), Schriftstellerin
- Katrín Jakobsdóttir (* 1976), Politikerin
- Margrét Rannveig Ólafsdóttir (* 1976), Fußballspielerin
- Ragnar Jónasson (* 1976), Schriftsteller und Jurist
- Ragnar Kjartansson (* 1976), Performancekünstler, Maler, Bildhauer und Musiker
- Ágústa Edda Björnsdóttir (* 1977), Radsportlerin und Handballspielerin
- Anna S. Þorvaldsdóttir (* 1977), Komponistin
- Gylfi Gylfason (* 1977), Handballspieler
- Haraldur Þorvarðarson (* 1977), Handballspieler
- Ívar Ingimarsson (* 1977), Fußballspieler
- Páll Ragnar Pálsson (* 1977), Rockgitarrist und Komponist
- Rúnar Rúnarsson (* 1977), Regisseur und Drehbuchautor
- Svala Björgvinsdóttir (* 1977), Sängerin, Model und Modedesignerin
- Telma Ágústsdóttir (* 1977), Popsängerin
- Eiður Guðjohnsen (* 1978), Fußballspieler
- Guðlaugur Arnarsson (* 1978), Handballspieler und -trainer
- Vala Flosadóttir (* 1978), Stabhochspringerin
- Þorbjörg Sigríður Gunnlaugsdóttir (* 1978), Juristin und Politikerin
- Edda Garðarsdóttir (* 1979), Fußballspielerin
- Halldóra Mogensen (* 1979), Politikerin
- Guðjón Valur Sigurðsson (* 1979), Handballspieler und -trainer
- Lilja Nótt Þórarinsdóttir (* 1979), Schauspielerin
- Hafsteinn Ægir Geirsson (* 1980), Radrennfahrer und Segler
- Helgi Hrafn Gunnarsson (* 1980), Politiker
- Ingimundur Ingimundarson (* 1980), Handballspieler
- Ólöf Arnalds (* 1980), Folk- und Indie-Musikerin
- Róbert Gunnarsson (* 1980), Handballspieler und -trainer
- Sturla Ásgeirsson (* 1980), Handballspieler
- Veigar Páll Gunnarsson (* 1980), Fußballspieler
- Vignir Svavarsson (* 1980), Handballspieler

### 1981 bis 1990

#### 1981
- Snorri Guðjónsson (* 1981), Handballspieler
- Gunnar Hrafn Jónsson (* 1981), Politiker (Píratar)
- Halla Hrund Logadóttir (* 1981), Generaldirektorin der nationalen isländischen Energiebehörde Orkustofnun
- Rakel Logadóttir (* 1981), Fußballspielerin

#### 1982
- Ágústa Eva Erlendsdóttir (* 1982), Sängerin und Schauspielerin
- Anita Briem (* 1982), Musikerin und Schauspielerin
- Ásmundur Einar Daðason (* 1982), Politiker
- Freyr Alexandersson (* 1982), Fußballspieler und -trainer
- Jón Arnór Stefánsson (* 1982), Basketballspieler
- Logi Geirsson (* 1982), Handballspieler
- Sara Gunnarsdóttir (* 1982), Regisseurin und Animatorin

#### 1983
- Ragna Ingólfsdóttir (* 1983), Badmintonspielerin
- Hannes Sigurðsson (* 1983), Fußballspieler
- Ólafur Ingi Skúlason (* 1983), Fußballspieler

#### 1984
- Ásta Birna Gunnarsdóttir (* 1984), Handballspielerin
- Hannes Þór Halldórsson (* 1984), Fußballspieler
- Þórunn Helga Jónsdóttir (* 1984), Fußballspielerin
- Ragnhildur Rósa Guðmundsdóttir (* 1984), Handballspielerin
- Unnur Birna Vilhjálmsdóttir (* 1984), Miss Iceland und Miss World des Jahres 2005
- Ásgeir Örn Hallgrímsson (* 1984), Handballspieler und -trainer
- Hólmfríður Magnúsdóttir (* 1984), Fußballspielerin
- Tobba Marinós (* 1984), Journalistin, Schriftstellerin und Chefredakteurin
- Sæunn Þorsteinsdóttir (* 1984), US-amerikanische Cellistin
- Sölvi Geir Ottesen (* 1984), Fußballspieler
- Birkir Már Sævarsson (* 1984), Fußballnationalspieler
- Málfríður Erna Sigurðardóttir (* 1984), Fußballspielerin

#### 1985

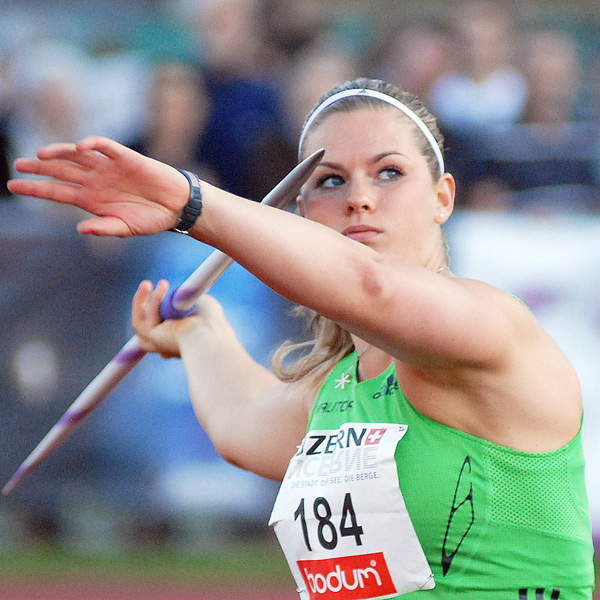
Ásdís Hjálmsdóttir
(* 1985)

- Ásdís Hjálmsdóttir (* 1985), Speerwerferin

#### 1986
- Ragnar Sigurðsson (* 1986), Fußballspieler
- Guðjón Baldvinsson (* 1986), Fußballspieler

#### 1987
- Theódór Elmar Bjarnason (* 1987), Fußballspieler
- Ágúst Bjarni Garðarsson (* 1987), Politiker (Fortschrittspartei)
- Greta Mjöll Samúelsdóttir (* 1987), Fußballspielerin
- Ari Freyr Skúlason (* 1987), Fußballspieler
- Ingi Bjarni Skúlason (* 1987), Jazzmusiker

#### 1988
- Sævar Birgisson (* 1988), Skilangläufer
- Hafþór Júlíus Björnsson (* 1988), Basketballspieler, Strongman und Schauspieler
- Kristrún Frostadóttir (* 1988), Ökonomin und Politikerin
- Rúrik Gíslason (* 1988), Fußballspieler
- Bjarki Már Gunnarsson (* 1988), Handballspieler
- Rúnar Kárason (* 1988), Handballspieler
- Ólafur Bjarki Ragnarsson (* 1988), Handballspieler
- Anton Rúnarsson (* 1988), Handballspieler
- Bjarni Þór Viðarsson (* 1988), Fußballspieler

#### 1989
- Alexandra Helga Ívarsdóttir (* 1989), Schönheitskönigin
- Alfreð Finnbogason (* 1989), Fußballspieler
- Gylfi Sigurðsson (* 1989), Fußballspieler
- Ingvar Ómarsson (* 1989), Radrennfahrer
- Ögmundur Kristinsson (* 1989), Fußballspieler
- Sunna Jónsdóttir (* 1989), Handballspielerin

#### 1990
- Áslaug Arna Sigurbjörnsdóttir (* 1990), Politikerin
- Ásta Guðrún Helgadóttir (* 1990), Politikerin
- Bjarki Már Elísson (* 1990), Handballspieler
- Jóhann Berg Guðmundsson (* 1990), Fußballspieler
- Karen Knútsdóttir (* 1990), Handballspielerin
- Kolbeinn Sigþórsson (* 1990), Fußballspieler
- Kristinn Steindórsson (* 1990), Fußballspieler
- Stella Sigurðardóttir (* 1990), Handballspielerin

### 1991 bis 2000

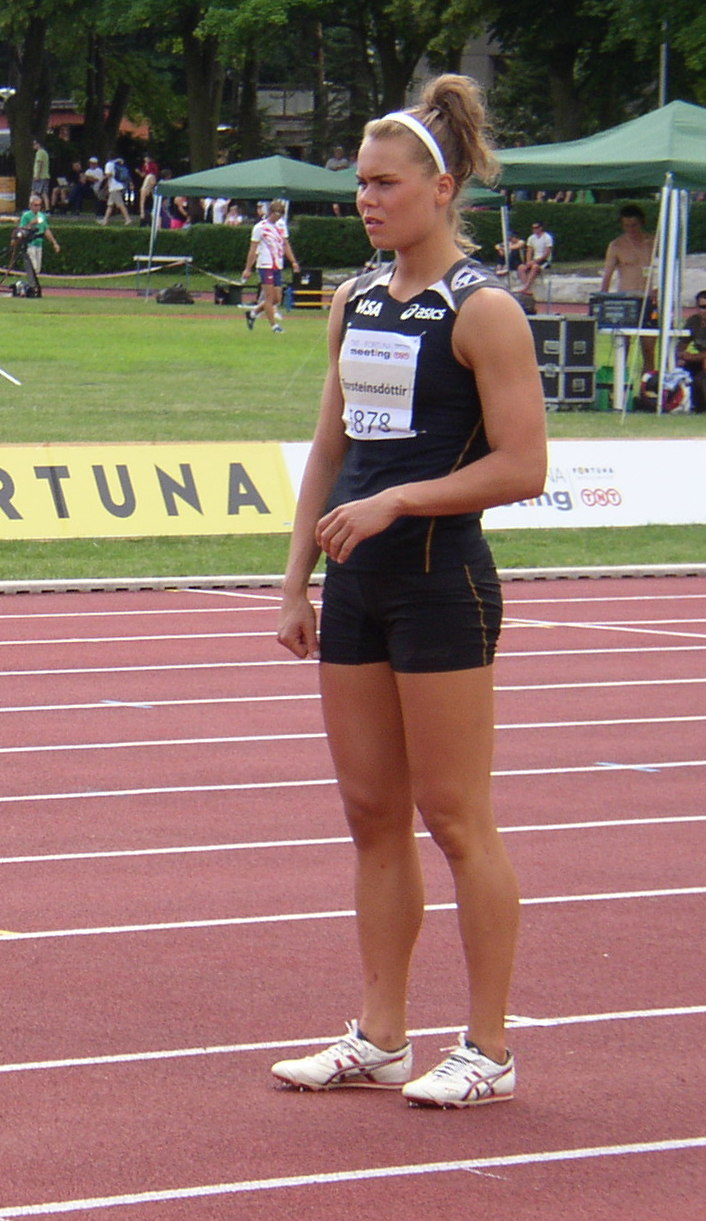
Helga Margrét Thorsteinsdóttir
(* 1991)

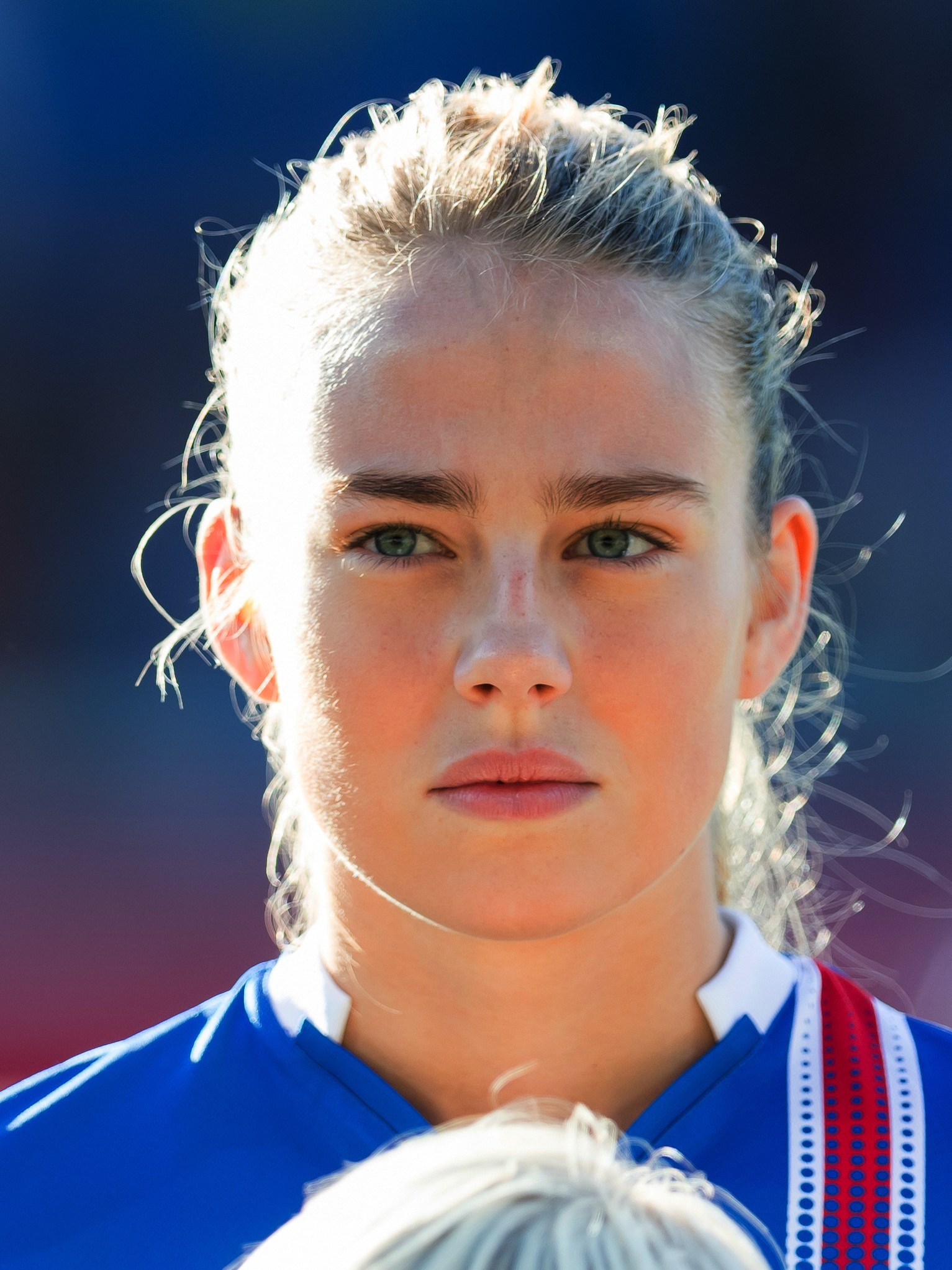
Elín Metta Jensen
(* 1995)

- Helga Margrét Thorsteinsdóttir (* 1991), Siebenkämpferin
- Jóhanna María Sigmundsdóttir (* 1991), Politikerin
- Þorgerður Anna Atladóttir (* 1992), Handballspielerin
- Birna Berg Haraldsdóttir (* 1993), Handballspielerin
- Hólmbert Friðjónsson (* 1993), Fußballspieler
- Hörður Björgvin Magnússon (* 1993), Fußballspieler
- Edda Hannesdóttir (* 1994), Triathletin
- Elvar Ásgeirsson (* 1994), Handballspieler
- Erla Ásgeirsdóttir (* 1994), Skirennläuferin
- Freydís Halla Einarsdóttir (* 1994), Skirennläuferin
- Martin Hermannsson (* 1994), Basketballspieler
- Sigvaldi Guðjónsson (* 1994), Handballspieler
- Sturla Snær Snorrason (* 1994), Skirennläufer
- Ágúst Elí Björgvinsson (* 1995), Handballspieler
- Daníel Þór Ingason (* 1995), Handballspieler
- Elín Metta Jensen (* 1995), Fußballspielerin
- Eygló Ósk Gústafsdóttir (* 1995), Schwimmerin
- Hjörtur Hermannsson (* 1995), Fußballspieler
- Janus Daði Smárason (* 1995), Handballspieler
- Aníta Hinriksdóttir (* 1996), Leichtathletin
- Arnar Freyr Arnarsson (* 1996), Handballspieler
- Elín Jóna Þorsteinsdóttir (* 1996), Handballspielerin
- Hilmar Örn Jónsson (* 1996), Leichtathlet
- Sigtryggur Daði Rúnarsson (* 1996), Handballspieler
- Thorsteinn Einarsson (* 1996), österreichisch-isländischer Musiker
- Hafdís Renötudóttir (* 1997), Handballspielerin
- Kristján Örn Kristjánsson (* 1997), Handballspieler
- Óðinn Þór Ríkharðsson (* 1997), Handballspieler
- Þórey Anna Ásgeirsdóttir (* 1997), Handballspielerin
- Ýmir Örn Gíslason (* 1997), Handballspieler
- Mikael Anderson (* 1998), Fußballspieler
- Sandra Erlingsdóttir (* 1998), Handballspielerin
- Sveinn Guðjohnsen (* 1998), Fußballspieler
- Andrea Jacobsen (* 1998), Handballspielerin
- Berglind Þorsteinsdóttir (* 1999), Handballspielerin
- Gísli Þorgeir Kristjánsson (* 1999), Handballspieler
- Kolbeinn Finnsson (* 1999), Fußballspieler
- Lovísa Thompson (* 1999), Handballspielerin
- Orri Freyr Þorkelsson (* 1999), Handballspieler
- Arnór Snær Óskarsson (* 2000), Handballspieler
- Harpa María Friðgeirsdóttir (* 2000), Handballspielerin und Skirennläuferin
- Viktor Gísli Hallgrímsson (* 2000), Handballspieler

## 21. Jahrhundert
- Katla María Magnúsdóttir (* 2001), Handballspielerin
- Dana Björg Guðmundsdóttir (* 2002), Handballspielerin
- Elín Rósa Magnúsdóttir (* 2002), Handballspielerin
- Jóhanna Margrét Sigurðardóttir (* 2002), Handballspielerin
- Katrín Tinna Jensdóttir (* 2002), Handballspielerin
- Ólöf Sigríður Kristinsdóttir (* 2003), Fußballspielerin
- Elín Klara Þorkelsdóttir (* 2004), Handballspielerin
- Lilja Ágústsdóttir (* 2004), Handballspielerin
- Níels Hafsteinsson (* 2004), Eishockeyspieler
- Fanney Inga Birkisdóttir (* 2005), Fußballspielerin